# Ottleya nivea
Ottleya nivea är en ärtväxtart som först beskrevs av Watson, och fick sitt nu gällande namn av Dmitry Dmitrievich Sokoloff. Ottleya nivea ingår i släktet Ottleya och familjen ärtväxter. Inga underarter finns listade i Catalogue of Life.